# Ikea
IKEA és un conglomerat multinacional fundat a Suècia que dissenya i ven, articles per a la llar i diversos serveis relacionats. IKEA és propietat i està gestionada per una sèrie de corporacions amb i sense ànim de lucre conegudes i gestionades col·lectivament com a Inter IKEA Group i Ingka Group. La marca IKEA en si mateixa és propietat i és gestionada per Inter IKEA Systems BV, una empresa constituïda i amb seu als Països Baixos.
IKEA va ser fundada el 1943 per Ingvar Kamprad i ha estat el minorista de mobles més gran del món des del 2008. El nom de la marca és un acrònim del fundador (Ingvar Kamprad), la masia (Elmtaryd) i el poble (Agunnaryd) on va créixer: Ingvar Kamprad Elmtaryd i Agunnaryd.
El grup és conegut principalment pels seus dissenys de mobles moderns, el seu enfocament senzill del disseny d'interiors i el seu concepte de compra immersiu, basat en ambients decorats d'habitacions dins de grans magatzems, on els clients poden interactuar amb els productes in situ. A més, l'empresa és coneguda per la seva atenció al control de costos i al desenvolupament continu de productes, en particular, el model de venda de mobles llestos per a muntar i altres elements que han permès a IKEA establir preus més baixos que els seus competidors.
El setembre de 2024 hi havia 473 botigues IKEA que operaven en 63 països i l'any fiscal 2024, es van vendre productes per valor de 45.100 milions d'euros. Per múltiples raons, incloent-hi la reducció d'impostos pagables, IKEA utilitza una estructura corporativa complicada en la qual les botigues IKEA són operades sota franquícia d'Inter IKEA Systems B.V. que s'encarrega de la marca, disseny, fabricació i subministrament. Una altra part del grup IKEA, Ingka Group, opera la majoria de botigues IKEA com a franquícia i paga drets a Inter IKEA Systems B.V. Algunes botigues IKEA també són operades per franquícies independents. El lloc web d'IKEA conté uns 12.000 productes i hi havia més de 4.600 milions de visitants als llocs web d'IKEA a FY2024. 

## Història

Mapa de botigues IKEA arreu del món:
Països amb botigues IKEA
Països amb plans d'instal·lació de botigues IKEA
Botigues tancades
Sense botigues

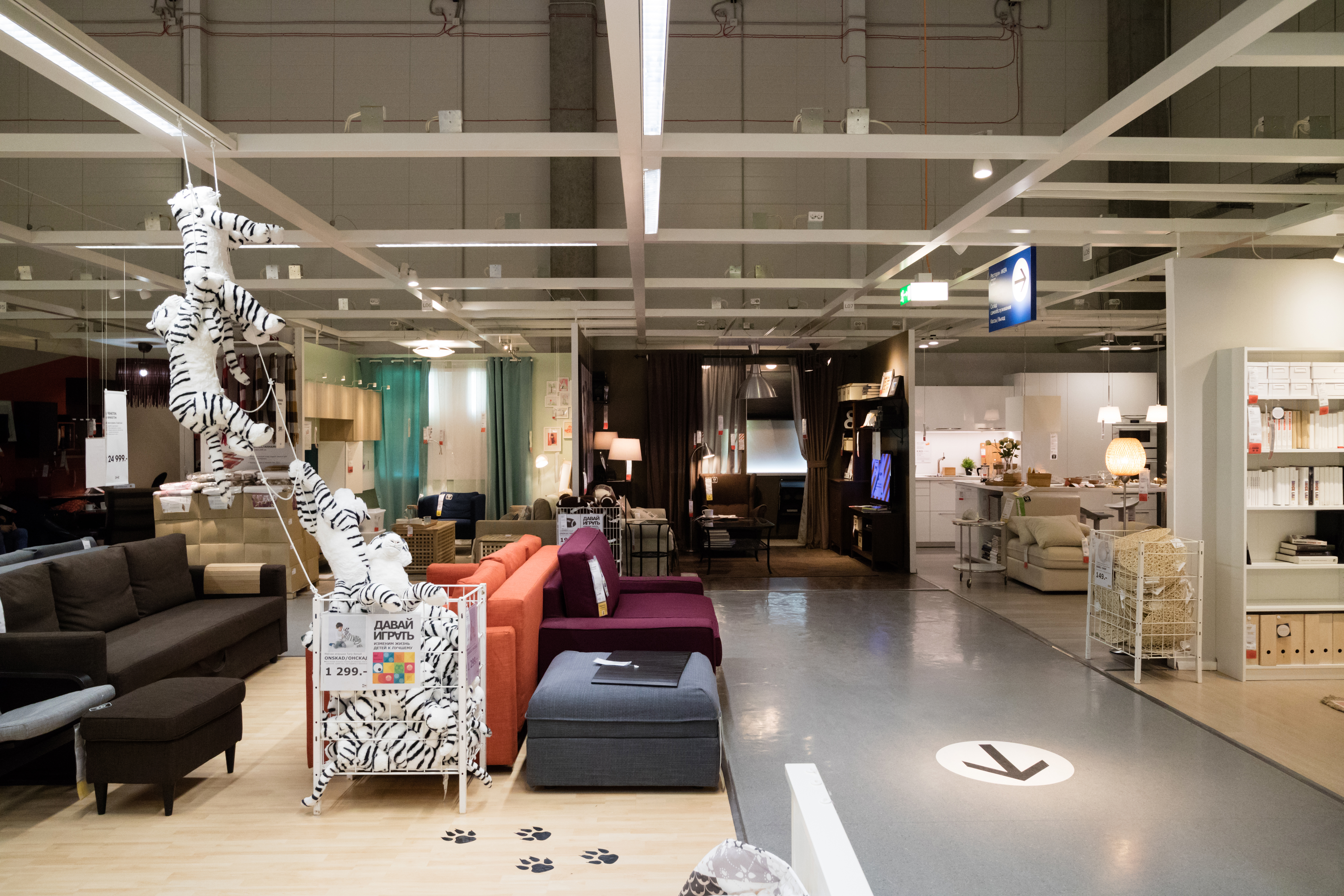
IKEA

### Origen
L'empresa fou fundada el 1943 pel suec Ingvar Kamprad amb 17 anys, havent acumulat un petit capital amb la venda a petita escala de productes a pagesos de la rodalia. L'empresa es dedica a la importació i venda d'articles d'oficina. L'any 1948 començà a vendre per correspondència mobles fabricats per artesans locals.
Durant els anys 50 l'empresa adoptà l'actual estructura, amb local de mostra dels mobles comprables i auto-muntatge. L'any 1952 IKEA ja només es dedicava a la venda de mobles per correspondència. Un any més tard, muntà una exposició permanent dels mobles en una fàbrica vella a fi que la gent pogués avaluar-los abans de comprar-los. També aquest any, Gillis Lundgren, un treballador d'IKEA, tingué la idea d'enviar el mobles embalats en paquets plans, fet que permet una disminució molt important dels costos de transport (que, per aquella època, encara assumia l'empresa).
A finals dels anys 50, l'empresa ja realitzava un volum molt important de vendes. L'any 1961, en plena Guerra Freda, arribà a un acord amb l'agència estatal polonesa d'exportacions, perquè li subministrés mobles a preus més reduïts que els venedors de l'Europa de l'oest (els salaris a Polònia eren quatre vegades més baixos que a Suècia) Aquesta col·laboració amb el govern polonès finalitzà els anys 90 amb la desaparició del govern comunista en aquest país.

### Expansió
El 1963 s'obrí la primera botiga fora de Suècia a Asker, un suburbi d'Oslo, Noruega. L'any 1971 s'incendià la botiga d'Estocolm i, amb la indemnització de la companyia d'assegurances, es reconstruí la botiga amb un model que faria fortuna: per un costat l'exposició, un restaurant i una àrea de jocs per nens i, per l'altre, un magatzem on el client recollia el mobles.
El 1973, amb l'obertura d'un establiment a Zúric, IKEA traspassà per primer cop l'àmbit d'Escandinàvia. Seguiren, entre d'altres, Alemanya (1974), Austràlia (1975), el Canadà (1976), els EUA (1985), la Xina (1998), Rússia (2000) i el Japó (2006).
IKEA va entrar a l'Amèrica Llatina el febrer de 2010, obrint a la República Dominicana. Pel que fa als mercats més grans de la regió, el 8 d'abril de 2021 es va obrir una botiga a la Ciutat de Mèxic. L'agost de 2018, IKEA va obrir la seva primera botiga a l'Índia, a Hyderabad. Més tard també obriria botigues a Bengaluru i Mumbai.
A març de 2021, IKEA tenia 422 establiments IKEA a 50 països.  El novembre de 2021, IKEA va obrir la seva botiga més gran del món, amb 65,000 metres quadrats (700,000 sq ft), a les Filipines, al complex Mall of Asia de Pasay City.
El març de 2022, IKEA va anunciar el tancament de les 17 botigues de Rússia, com a resultat de la invasió russa d'Ucraïna el 2022. A l'octubre de 2022, IKEA va acomiadar uns 10.000 empleats russos. El setembre de 2023, elMEGALa cadena  de 14 supermercats, aleshores propietat d'Ingka, va ser comprada pel rus Gazprombank.
IKEA es va veure molt afectada per la COVID-19 a causa dels confinaments en diversos països, com ara el Regne Unit i el Canadà. A causa de la disminució de la demanda, el seu catàleg anual va deixar de publicar-se després de 70 anys d'impressió. Els preus dels seus productes han augmentat significativament el 2022 a causa de l'augment dels costos i la inflació. L'abril de 2022, IKEA va tancar una de les seves botigues a Guiyang quan les vendes van patir un impacte significatiu a causa de la pandèmia. A causa dels estrictes confinaments per la COVID-19 a la Xina, IKEA va tancar una altra botiga a Xangai el juliol de 2022.
El 10 d'agost de 2022, IKEA va obrir la seva primera botiga a Xile, la primera botiga a Sud-amèrica . Una altra botiga va obrir a Colòmbia el setembre de 2023 a Bogotà, i preveia obrir-ne una al Perú.

### Catalunya
El primer centre IKEA obert a Catalunya va ser al Centre Comercial Montigalà, situat a Badalona, el 15 de maig de 1996, sent la primera gran botiga a l'estat Espanyol, tot i que abans ja s'havien obert petites franquícies a Canàries i Balears. L’any 2003 obrí el centre d’Hospitalet de Llobregat i el 2013 el de Sabadell. D’altra banda, des del centre logístic de Valls (2003), distribueix els seus productes a tota la península Ibèrica. A Catalunya, ocupa directament unes 2.000 persones.

## Model de negoci
Sovint s'intenta explicar l'èxit de IKEA per un conjunt d'innovacions, fonamentalment l'embalatge pla dels mobles i el seu lliurament en la botiga, amb el que l'empresa s'estalviava costos en el transport i muntatge. Tanmateix, segons els acadèmics Michel Villette i Catherine Vuillermot, el procés va ser a la inversa: l'èxit inicial de l'empresa li va permetre tenir els recursos necessaris per poder aprofitar la innovació, que no es va posar a punt fins a l'any 1971. Un factor clau de l'èxit anterior a 1971, va ser "la compra massiva de mobles a baix preu a Polònia, gràcies a una hàbil col·laboració amb les autoritats comunistes. […] IKEA no existiria avui sense aquest fet" Un altre factor clau va ser l'incendi del magatzem d'Estocolm que va permetre a IKEA reconstruir-lo amb la indemnització de l'assegurança i "corregir els seus errors [en el disseny de la primera botiga] a baix cost construint la botiga ideal, adossada a un magatzem on els clients podien retirar directament els seus mobles tots embalats i transportar-los fins a casa seva (1971)". Per tant, segons aquests investigadors, l'acumulació inicial de capital que va permetre a IKEA beneficiar-se de la innovació implementada més tard (1971), no va tenir res a veure amb cap innovació, sinó amb l'habilitat comercial de negociar i arribar a un acord amb les autoritats comunistes de Polònia que va permetre a IKEA utilitzar al clàssic mecanisme de comprar a un lloc barat (Polònia) i vendre en un lloc car (Escandinàvia). Les innovacions completades el 1971 "no permeten explicar l'èxit inicial, sinó només la seva extensió i la seva ampliació".

### Estructura de la botiga
IKEA tendeix a col·locar-se als afores de les grans ciutats, a prop dels grans eixos de comunicació, preferentment autopistes. El fet que el client s'endugui i munti els mobles empeny cap a l'ús del cotxe com a mitjà habitual de visita a l'establiment. Als Estats Units, l'obertura d'una nova botiga IKEA sol anar acompanyada d'un increment espectacular dels embussos de trànsit a l'àrea del voltant. Ultra un gran aparcament, l'estructura típica de la botiga és darrerament un gran bloc blau amb poques finestres. Sovint està dissenyada amb un trajecte unidireccional obligatori, que força els clients a travessar-ne totes les seccions abans d'arribar a les caixes. Típicament, la botiga inclou també un restaurant de menjar suec.

## Crítiques en relació a l'aprovisionament de fusta
L'empresa ha estat criticada per diverses qüestions. Pel que fa a les pràctiques d'aprovisionament de fusta, el 2017, un equip de periodistes francesos va saber que IKEA estava talant arbres de 200 anys i convertint-los en taulers de partícules a la fàbrica del seu subproveïdor Kronospan a Sebeș, Romania. Kronospan subministra tauler de partícules a Ecolor, que produeix, entre altres coses, la prestatgeria Brimnes per a IKEA. Mikhail Tarasov, gerent forestal global d'IKEA, va respondre en una entrevista que l'única cosa que demanen als seus proveïdors és utilitzar tauler de partícules en els seus mobles. Les preguntes sobre l'origen dels mobles i la fusta d'IKEA es consideren classificades.
El 2020, l'ONG Earthsight va descobrir que IKEA i altres venien mobles fets amb fusta talada il·legalment durant "períodes de silenci" als boscos dels Carpats ucraïnesos. La fusta en qüestió estava certificada pel Forest Stewardship Council (FSC) malgrat el seu origen. El 2021, l'ONG Earthsight va al·legar l'ús de fusta talada il·legalment de boscos protegits a Rússia per part d'IKEA i altres, sent els boscos d'origen propietat del polític milionari Evgeny Bakurov. El pi de Bakurov va ser certificat per l'FSC. IKEA va negar haver actuat malament i va anunciar una prohibició temporal de la fusta tallada sanitàriament de Rússia, tot insistint que la fusta de Bakurov havia estat "tallada legalment".
El 2022, The New Republic va publicar un informe sobre l'ús indegut dels permisos de tala en boscos romanesos propietat d'INGKA Investments, la branca d'inversions del propietari d'IKEA , INGKA Holding. L'INGKA havia desforestat àrees de bosc antic protegit molt més grans de les permeses a Romania, cosa que va contribuir a la corrupció local i a la violència contra els activistes mediambientals. Des del 2015, INGKA Investments s'ha convertit en el major propietari privat de terres a Romania, comprant boscos. Es calcula que al voltant del 10% de la fusta utilitzada per als mobles d'IKEA prové de Romania.